# Бибикова, Дарья Герасимовна
Дарья Герасимовна Бибикова (1926—2014) — свинарка колхоза «Победа» Калачеевского района Воронежской области, Герой Социалистического Труда.

## Биография
Согласно документам родилась 1 июля 1926 года в селе Медвежье Богучарского уезда Воронежской губернии, ныне Калачеевский район Воронежской области (обычно дату 1 июля ставят, когда день и месяц рождения не известны).
С 6-летнего возраста росла без отца.
В 1941 году окончила начальную школу и стала работать разнорабочей свиноводческой фермы в местном колхозе «Победа».
С 1953 года свинарка. По итогам семилетки (1959—1965) вышла победителем в областном социалистическом соревновании.
Указом Президиума Верховного Совета СССР от 22 марта 1966 года за достигнутые успехи в развитии животноводства присвоено звание Героя Социалистического Труда.
С 1980 года на пенсии. Жила в селе Кондрашкино Каширского района.
Умерла 15 октября 2014 года.